# Machario
Machario, artiestennaam van Machario Malique van de Meiden, is een Nederlandse rapper.

## Biografie
Machario komt uit Spijkenisse en begon in 2015 met het maken van muziek. In 2020 bracht hij zijn eerste single uit: Bando. Hij werkte in 2022 met Qucee samen op Dankbaar. Machario liet halverwege 2022 een stukje van het lied PTSD horen op mediaplatform TikTok en het lied ging daar viraal. De rapper maakte vervolgens het nummer af en ging daarbij de samenwerking aan met Brokezart, Jojo Air en KlikKlak. De single bereikte de 85e positie van de Single Top 100.
In 2023 bracht hij onder eigen beheer zijn debuutalbum Product van de omgeving uit. Artiesten die een bijdrage leverden aan dit album zijn Sevn Alias, Vic9, Esko, Jojo Air, Kempi, MRD, KlikKlak, Jort en Brokezart. In de zomer van 2023 deed hij een studiosessie bij 101Barz. Hij tekende in 2024 een contract bij muzieklabel Top Notch.

## Discografie

### Nummers met notering(en) in een hitlijst
| Lied                                       | Verschijnen | Album                   | Hitlijsten   | Hitlijsten   | Opmerkingen |
| Lied                                       | Verschijnen | Album                   | NL (Top 100) | NL (Top 100) | Opmerkingen |
| Lied                                       | Verschijnen | Album                   | Piek         | Weken        | Opmerkingen |
| ------------------------------------------ | ----------- | ----------------------- | ------------ | ------------ | ----------- |
| PTSD (met Brokezart, Jojo Air en KlikKlak) | 8 juli 2022 | Product van de omgeving | 85           | 1            |             |